# Omacnicowate
Omacnicowate (Pyralidae) – rodzina owadów z rzędu motyli i nadrodziny Pyraloidea. Obejmuje ponad 5900 opisanych gatunków.

## Morfologia
Większość omacnicowatych to motyle średnich rozmiarów. Ich przednie skrzydła odznaczają się gałęziami żyłki radialnej trzecią i czwartą wychodzącymi ze wspólnej szypułki lub całkowicie zlanymi. Na drugim sternicie odwłoka występują u nich narządy bębenkowe o zamkniętych bullach. Genitalia samców mają unkus zaopatrzony w ramiona.

## Rozprzestrzenienie
Rodzina kosmopolityczna, obejmująca liczne gatunki synantropijne. W Polsce stwierdzono występowanie 92 gatunków (zobacz: omacnicowate Polski).

## Systematyka
Omacnicowate klasyfikuje się w nadrodzinie Pyraloidea wraz z siostrzanymi wachlarzykowatymi, które dawniej włączano w ich skład. Do 2011 roku opisano 5921 gatunków omacnicowatych z 1055 rodzajów. Klasyfikuje się je w 5 podrodzinach:
- Chrysauginae
- Epipaschiinae
- Galleriinae – barciaki
- Phycitinae – mkliki
- Pyralinae – omacnice właściwe

## Znaczenie gospodarcze
Przedstawiciele rodziny mają olbrzymie znaczenie gospodarcze jako szkodniki roślin uprawnych, szkodniki magazynowe (np. omacnica spichrzanka, mklik mączny, zadarlica spiżarnianka) oraz szkodniki pszczelarskie (np. barciak większy, łaźbiec).